# E-meter
Et e-meter, også kaldet elektropsykometer, er et pseudovidenskabeligt, religiøst redskab, som L. Ron Hubbard købte rettighederne til i starten af halvtredserne. Det sender en svag spænding på ca. 1,5 volt gennem kroppen, hvilket får e-meterets nål til at bevæge sig jævnt frem og tilbage. Når personen, som holder om e-meterets elektroder, kontakter en hændelse, der har forårsaget mentale traumer eller åndelige traumer, vil viseren angiveligt svinge ujævnt.  
Målet er at gennemarbejde disse traumer, så de ikke indvirker negativt på én; når dette indtræffer, flyder nålen roligt og ubesværet. E-meteret er grundlæggende set en simpel løgnedetektor, der måler følelsesmæssige udsving. Det antages da, at de typer udsving, som nålen kan præstere, skulle betyde noget for den testedes psyke. Scientologer mener selv at de kan identificere og fastslå præcise hændelser via e-metret, for eksempel i et tidligere liv.
E-metret er gennem tiden blevet udviklet fra Mark I i 1950'erne til Mark Super VII Quantum i 1998.
E-metret produceres af Scientology kirken selv og er her varemærkebeskyttet.

## Ekstern henvisning
- Scientology kirkens definition Arkiveret 12. januar 2005 hos  Wayback Machine